# Sysoła
Sysoła (ros. Сысола) – rzeka w północno-zachodniej Rosji. Większość jej biegu przypada na obszar republiki Komi, choć dwa z jej dopływów mają swoje źródła w niegdysiejszym obwodzie permskim oraz w obwodzie kirowskim. Sysoła jest dopływem Wyczegdy, do której wpływa na wysokości stolicy republiki, Syktywkaru (nazwa miasta wzięła się od nazwy rzeki, która w języku komi brzmi Syktyw).